# 3296 Bosque Alegre
A 3296 Bosque Alegre (ideiglenes jelöléssel 1975 SF) a Naprendszer kisbolygóövében található aszteroida. Félix Aguilar Obszervatórium fedezte fel 1975. szeptember 30-án.